# Lux (Doctor Who)
"Lux" é o segundo episódio da 15.ª temporada da série de ficção científica britânica Doctor Who, que foi lançado originalmente através do BBC iPlayer e Disney+ em 19 de abril de 2025. Foi escrito pelo showrunner da série, Russell T Davies, e dirigido por Amanda Brotchie.
No episódio, o alienígena viajante do tempo conhecido como o Doutor (Ncuti Gatwa) e sua nova acompanhante Belinda Chandra (Varada Sethu) aterrissam na cidade americana de Miami em 1952, onde investigam um misterioso cinema em que pessoas desapareceram. No processo, eles confrontam o Sr. Ring-a-Ding (voz de Alan Cumming), um deus em animação que os aprisiona em um filme.
A produção ocorreu na cidade galesa de Penarth, Cardiff, no início de 2024. Davies comparou o conceito do Sr. Ring-a-Ding às animações da Fleischer Studios da década de 1930 e o episódio contém meta-referências aos fãs de Doctor Who. Teve uma recepção amplamente positiva. Uma romantização escrita por James Goss foi lançada em julho de 2025.

## Enredo
Incapaz de trazer Belinda Chandra de volta à Terra em 24 de maio de 2025, o Doutor tenta utilizar uma rota indireta com um indicador de vórtice. A TARDIS pousa em Miami em 1952, onde a dupla fica intrigada com um cinema que foi fechado com correntes. O Doutor encoraja Belinda a ficar e investigar com ele. Em um restaurante próximo, eles conversam com a mãe de uma das quinze pessoas que desapareceram no cinema, que continua exibindo filmes à noite. Embora a segregação racial esteja em vigor na época, o garçom permite que eles fiquem.
Dentro do cinema, o Doutor e Belinda descobrem que um desenho animado vivo é o responsável. Tendo assumido a forma de um personagem animado dos anos 1950 chamado Sr. Ring-a-Ding, o ser se apresenta como Lux Imperator, o deus da luz. O projecionista, Reginald Pye, permanece no cinema, exibindo filmes para Lux, que usa seu poder para permitir que ele se reúna com sua esposa morta. As quinze pessoas desaparecidas são encontradas presas em um rolo de filme. Lux também prende o Doutor e Belinda, tornando-os em personagens 2D, mas recuperam suas dimensões habituais. Eles quebram o enquadramento do filme do mundo em que estão presos, mas escapam para outra realidade falsa, onde um policial racista do Departamento de Polícia de Nova York tenta prendê-los. Percebendo que precisam escapar para o exterior, eles escalam uma tela de televisão onde três amigos assistem às suas aventuras. Os fãs ficam encantados em conhecer o Doutor e Belinda, mas acabam revelando que é o mundo deles também não é real e os encorajam a retornar para derrotar Lux.
Ao retornarem ao cinema, o Doutor fere a mão, mas se cura usando energia de regeneração residual. Lux tenta roubar essa energia do Doutor para criar um corpo que resista ao mundo exterior. Belinda tenta incendiar os rolos de filme para causar uma explosão, mas, com o incentivo de sua esposa, Pye se sacrifica. A explosão expõe o cinema à luz do Sol, fazendo com que Lux se expanda infinitamente até se tornar um com o universo. Os desaparecidos então retornam. Após o Doutor e Belinda irem embora, a Sra. Flood aparece no meio da multidão e os incentiva a assistir à TARDIS se desmaterializar, alegando que este "show" é uma "exibição limitada" que terminará em 24 de maio.
Em uma cena no meio dos créditos, os fãs do Doutor criticam o episódio e então percebem, para sua alegria, que eles ainda existem.

## Produção

### Produção
"Lux" foi escrito por Russell T Davies. Ele afirmou que queria fazer um episódio que incluísse um desenho animado vivo há muito tempo. A história também contém menções à segregação e ao racismo, nas quais o roteirista disse que acrescentou para abordar questões da sociedade atual. Também foi usado como uma subversão ao Doutor, geralmente se situando como a principal figura de autoridade. Embora incluísse tais temas, ele não queria que fosse o assunto dominante. Meta-referências aos fãs de Doctor Who também foram inclusas no episódio porque Davies se lembrou de seu prazer com desenhos animados enquanto o escrevia, o que o fez considerar pessoas que amavam o programa.

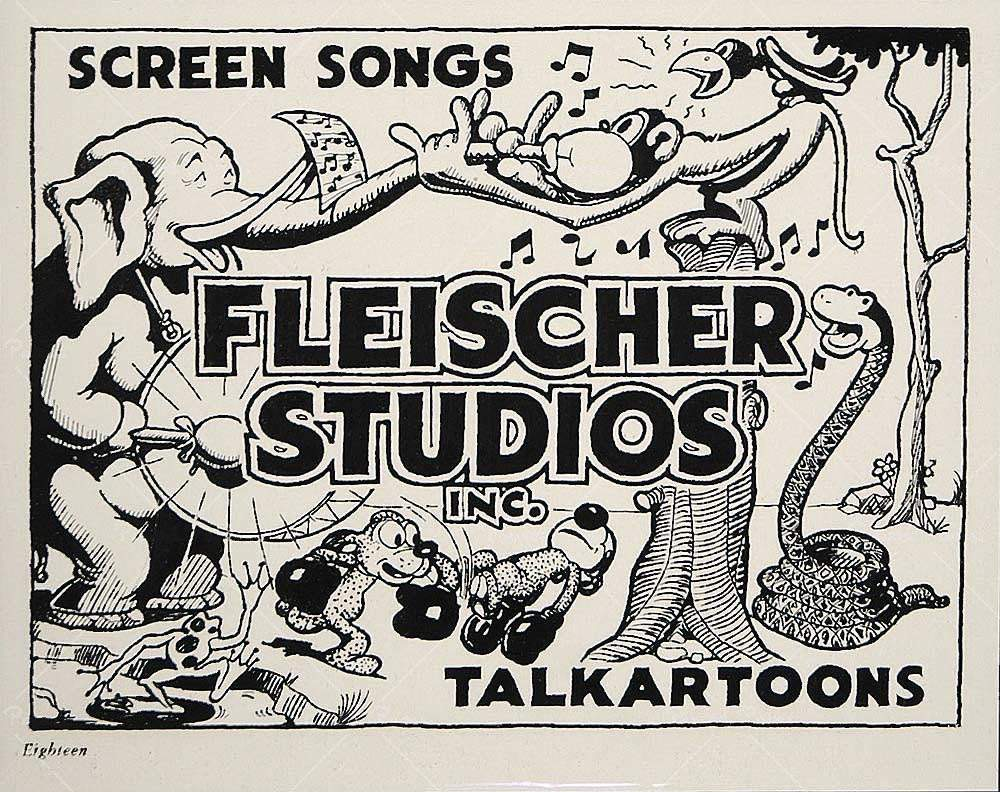
O conceito do Sr. Ring-a-Ding foi inspirado nas animações da Fleischer Studios.

A figurinista Pam Downe criou as roupas do Doutor e de Belinda usando as cores complementares azul e amarelo. O vestido de Varada Sethu foi inspirado em um semelhante usado por Anita (Ariana DeBose) e desenhado por Paul Tazewell na adaptação de 2021 de West Side Story. Enquanto isso, o terno azul de Ncuti Gatwa foi influenciado por artistas musicais americanos da década de 1950. Downe queria transmitir movimento durante as cenas de ação do episódio. Como tal, três perucas diferentes foram consideradas para Sethu usar e seu vestido tinha várias anáguas.
Ian Spendloff trabalhou como designer criativo para o episódio e criou a aparência do Sr. Ring-a-Ding. Davies comparou o conceito do personagem às animações da Fleischer Studios da década de 1930. Spendloff elaborou trinta esboços diferentes que foram considerados antes de finalmente decidirem pelo usado no episódio. Cada um apresentava variações do nariz, cabelos e outros elementos. O Sr. Ring-a-Ding acabou recebendo um nariz de porco e pele azul para refletir características de personagens de desenhos animados da época, com Davies querendo que o personagem parecesse vagamente humano, mas não fosse imediatamente identificável como outra coisa.

### Elenco
Alan Cumming dá voz ao antagonista, Sr. Ring-a-Ding. Essa é a sua segunda aparição na série após seu papel como o Rei Jaime VI e I no episódio de 2018 "The Witchfinders". Davies disse que ele e a equipe de produção consideraram se era muito cedo para escalar Cumming novamente e que, se fosse um papel live action, ele provavelmente não teria sido escalado. O Sr. Ring-a-Ding é o "deus da luz" e parte do "Panteão dos Deuses" que Davies desenvolve desde "The Giggle" (2023). Linus Roache aparece como Reginald Pye, o projecionista do cinema e Lewis Cornay interpreta um funcionário de lanchonete que ajuda o Doutor e Belinda a investigar os desaparecimentos. Anita Dobson também faz uma breve aparição como a personagem recorrente Sra. Flood. O trio de fãs foi interpretado por Samir Arrian, Bronte Barbe e Steph Lacey.

### Filmagens e pós-produção

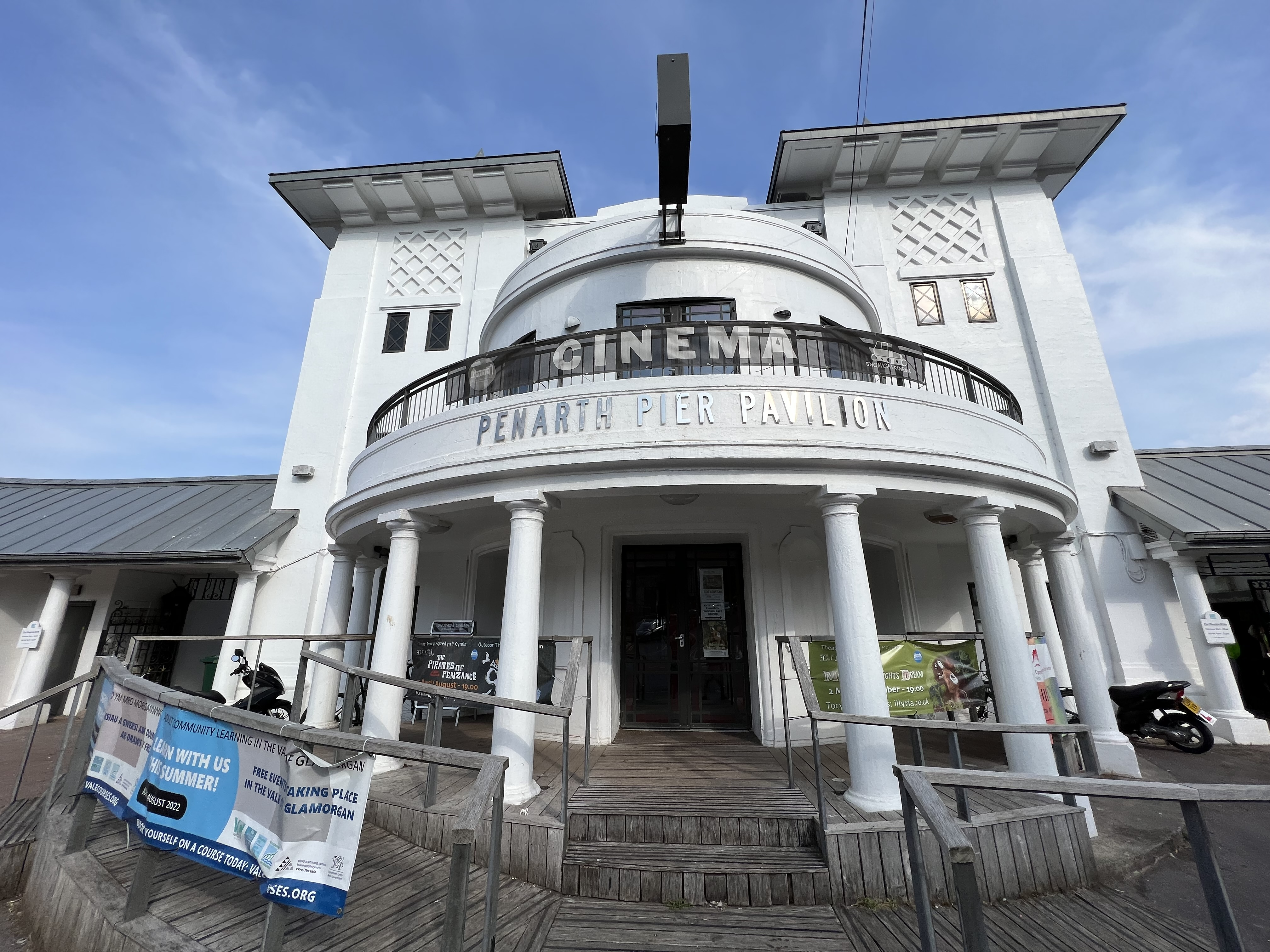
As cenas externas do cinema foram filmadas no Penarth Pier Pavilion. A rampa de madeira pode ser vista na parte inferior da imagem.

A história foi filmada no terceiro bloco de produção da 15.ª temporada, junto com o episódio seguinte, "The Well". Foi dirigido por Amanda Brotchie e gravado no final de janeiro de 2024. As filmagens em locação ocorreram em Penarth, Cardiff. A área ao redor foi transformada para se parecer com uma cidade americana da década de 1950, adicionando veículos e bandeiras americanas. O pavilhão Penarth Pier foi usado para as cenas externas do cinema. A equipe de produção pintou o prédio, adicionou uma placa de cinema de época e removeu uma rampa na frente do prédio. Sua remoção levou à descoberta de madeira podre que teve que ser compensada às custas do programa. O episódio foi filmado durante a tempestade Jocelyn, fazendo com que o elenco e a equipe lutassem contra chuva e ventos inesperados, e exigindo que ele se mantivessem aquecidos durante as tomadas. As cenas internas em estúdio foram filmadas no estúdio 4 do Wolf Studios Wales. Peças do cenário foram reutilizadas de "The Devil's Chord" (2024).
Como o Sr. Ring-a-Ding é uma animação, os atores tiveram que interagir com um recorte de acrílico de 60 centímetros do personagem ou um poste verde fino no set. As cenas foram editadas durante o processo de pós-produção. As referências para o movimento do Sr. Ring-a-Ding foram filmadas pela equipe e, em seguida, desenhadas diretamente na cena pelos animadores da Framestore. Cumming dublou suas cenas na cidade de Nova York em 28 de junho de 2024. Elementos das expressões faciais de Cumming durante esta gravação foram incorporados ao Sr. Ring-a-Ding. A cena em que o Doutor e Belinda são transformados em desenhos animados foi gravada pela primeira vez em uma tela verde, na qual os dois tiveram que retratar seus personagens de uma maneira rígida e semelhante a um desenho animado. Os animadores usaram isso como referência para a interação entre os dois personagens ao redesenhá-los como uma animação. As animações foram feitas a 25 quadros por segundo, exigindo cerca de 25 desenhos para cada segundo de tempo de tela. Artistas de foley gravaram os efeitos sonoros na Bang Post Production em Cardiff, País de Gales, em 4 de setembro de 2024.

## Transmissão e recepção

### Transmissão
"Lux" foi lançado simultaneamente às 8h (BST) no BBC iPlayer no Reino Unido e no Disney+ no resto do mundo em 19 de abril de 2025. Uma transmissão na BBC One ocorreu mais tarde naquele dia, às 18h50 (BST).

### Audiência
Os números de audiência durante a noite estimaram que o episódio foi assistido por 1,58 milhões de pessoas, o menor público da história de Doctor Who. Foi o quarto programa mais assistido do dia na BBC One, com um programa na ITV1 também alcançando números maiores.

### Recepção critica
| Críticas profissionais: | Críticas profissionais: |
| Avaliações da crítica   | Avaliações da crítica   |
| Fonte                   | Avaliação               |
| ----------------------- | ----------------------- |
| The A.V. Club           | B                       |
| Bleeding Cool           | 10/10                   |
| The Daily Telegraph     | [ 20 ]                  |
| Evening Standard        | [ 21 ]                  |
| GamesRadar+             | [ 22 ]                  |
| IGN                     | 9/10                    |
| Radio Times             | [ 23 ]                  |
| Vulture                 | [ 24 ]                  |

Robert Anderson, escrevendo para a IGN, elogiou o episódio, destacando o personagem do Sr. Ring-a-Ding, algumas cenas específicas — como a que quebra a quarta parede — e as atuações de Gatwa e Sethu. De modo semelhante, o The Guardian também reagiu positivamente ao episódio, elogiando a performance de Cumming e a cena que rompe a quarta parede. Will Salmon, do GamesRadar+, ressaltou tanto o Sr. Ring-a-Ding quanto a atuação de Gatwa, embora tenha achado que a trilha sonora de Murray Gold "abafou" algumas cenas. Adi Tantimedh, do Bleeding Cool, considerou este foi episódio mais forte da segunda fase de Davies como showrunner da série.
Andrew Blair, escrevendo para o Den of Geek, destacou a caracterização do Sr. Ring-a-Ding, mas criticou as semelhanças do episódio com "The Devil's Chord", o que, segundo ele, fez com que o episódio parecesse repetitivo e menos impactante do que poderia ser. Ele também avaliou negativamente a forma como a questão racial foi abordada: embora tenha reconhecido o mérito de incluir o tema, considerou que a maneira como o Doutor lida com isso dentro do universo da série "inevitavelmente soa desconfortável diante do nosso conhecimento do mundo real". Vicky Jessop, do London Evening Standard, criticou a inclusão da cena com os fãs de Doctor Who, afirmando que, embora inicialmente divertida, a sequência rapidamente se tornou "forçada".

## Romantização
Uma romantização do episódio, escrita por James Goss, foi lançada em capa dura e audiolivro em 10 de julho de 2025 como parte da Target Collection.